# Pálos György (színművész)
Pálos György, született: Patrovits (Budapest, 1920. május 8. – Budapest, 1970. január 3.) Jászai Mari-díjas magyar színész, érdemes művész.

## Élete
Eredeti vezetékneve Patrovits volt, amit színészi pályafutásának kezdetén Pálosra változtatott. Édesanyja Barna Boriska zongoraművész, édesapja Patrovits Károly (1895–1945), az MTK egykori focistája, majd a Nemzeti Sport főkönyvelője és újságírója volt. Egyéves korában szülei elváltak. Édesanyjától zenei tehetséget is örökölt, de a színészmesterséget választotta.
1930 júniusában így írt róla a 8 Órai Újság:
Növendékhangverseny. Kalmár István, az ismert hegedű pedagógus növendékhangversenyét a „Musica" kamaratermében. A hangverseny meglepetése a mindössze 10 esztendős Patrovits György előadása volt. Rieding „Air Varié"-jét adta elő meleg tónussal és kiváló előadói készséggel.
1940-ben végzett az Országos Színészegyesület színiiskolájában. Ezt követően Szegedre szerződött, de csak rövid időt játszhatott, mert behívták katonának. Mély nyomot hagyott benne édesapjának halála 1944-ben: „Patrovits úr, a főkönyvelő (pontosabban: Patrovits Károly, a Nemzeti Sport főkönyvelője és munkatársa) szélnek eresztett egy zsidó munkaszolgálatos századot és végül a nácik áldozata lett…” Hadifogságba esett, ahonnan 1947-ben tért vissza, erről tanúskodik a Világ c. lap 1947. szeptember 6-i cikke, ahol a hazatért hadifoglyok neve között szerepel „Patrovics György színész, Bp”.
Rövid kitérőt tett a Vidám Színpadon, majd a Fővárosi Operettszínházban. 1952-ben került a Magyar Néphadsereg Színházához (amely az 1951-ben újjáépített Vígszínház neve volt 1961-ig), itt játszott kényszerű visszavonulásáig, 1965-ig. Ekkor orvosai eltiltották a színpadtól, ezután csak szinkron- és rádiószerepeket vállalhatott. Haláláig Nagykovácsiban élt egy „parasztházban” feleségével, Olthy Magdával.
Egyaránt szerepelt modern és klasszikus darabokban, de a Szent Johanna Dauphinje és a Háború és béke Napóleonja alakítása mellett a filmvásznon is gyakran mutatkozott: látható volt pl. Bendics mérnökként a Gázolásban és Martinovics Ignácként A császár parancsában. Az első magyar televíziós játékfilmben, a Sakknovellában (1959) Stefan Zweig írót alakította. Főszereplője volt Makk Károly filmrendező két kiemelkedő, a magyar filmművészet két meghatározó filmtörténeti klasszikusának, a Megszállottak és az Elveszett paradicsom c. filmeknek. Makk Károly eredetileg őt szemelte ki a Szerelem című filmjének főszerepére is, de Pálos korai halála megakadályozta e terve megvalósításában, így a főszerepet egy másik kiváló színész, Darvas Iván játszotta el.
Kiváló karakterszínész volt, főszerepeiben is utánozhatatlan. Bármely figura megformálásakor is önmaga maradt. Aki látta, Soós Imréhez hasonlította, róla pedig mindenkinek Latinovits Zoltán jutott eszébe. Egyik rábízott szerepben sem volt képes függetleníteni magát egyéniségétől, minden szerepében Pálos György maradt. Stílusában egyszerre volt intellektuális és ösztönös, gesztusai visszafogottak, amikből sistergett a túlfűtöttség. A szolid, elegáns külső mögött lángolt a szenvedély. Talán ezért is övezi alakját valamifajta sejtelmes titokzatosság. Nagyon szerette a zenét, de nem csupán mint hallgató élvezte, komolyan foglalkozott zeneszerzéssel is. Ám mindkét hivatás teljes embert követelt, ezért döntésre kényszerült. A színészetet választotta. Kellemes, mélyen zengő, nemes orgánumát a Magyar Rádió is egyre gyakrabban használta fel szinkronizálásra. Egészen addig, amíg 1962. december 10-én egy színházi próba közben rosszul nem lett. Kórházba szállították, s megállapították, hogy a szívével van baj. A hadifogság megpróbáltatásai és önégető életmódja mindössze 49 évet engedélyezett számára.
A Kazinczy-díjat 1968-ban kapta meg. Így ír erről az Esti Hírlap áprilisban:
Pálos György hangját épp azért öröm mindig hallani, mert elkerüli a szép hangú és szép beszédű színészeknek a buktatóit. Beszédének gyönyörű és hibátlan zengése sohasem tolakszik a szerep, vagy a felolvasott szöveg mondandója elé. Kétszeres öröm volt értesülni arról a kitüntetésről, mely a napokban érte: a Kazinczy-díjat, amelyet a szép magyar beszéd évről évre legérdemesebb művelőjének alapított Péchy Blanka, idén Pálos György érdemes művésznek, a Vígszínház tagjának ítélték.

## Főbb színházi szerepei
A Színházi adattárban regisztrált bemutatóinak száma: 38; ugyanitt nyolcvanegy színházi felvételen is látható.
- Shaw: Szent Johanna .... Dauphin
- Kohout: Ilyen nagy szerelem .... Péter[8]
- Tolsztoj–Piscator: Háború és béke .... Napoleon
- Goethe: Faust
- Heltai Jenő: A néma levente .... Mátyás király
- Thomas: Szegény Dániel .... Dániel

## Filmszerepei
- Föltámadott a tenger (1953) .... Pálfi Albert
- Gázolás (1955) .... Bendics
- A császár parancsára (1956) .... Martinovics Ignác
- Két vallomás (1957)
- Don Juan legutolsó kalandja (1958)
- Sóbálvány (1958) .... Az új igazgató
- Vörös tinta (1959) .... Ács Zoltán
- Tegnap (1959)
- Sakknovella (tévéfilm) (1959) .... Stefan Zweig
- Alázatosan jelentem (1960) .... Binder, segédtiszt
- Az arcnélküli város (1960) .... Genát doktor
- Próbaút (1961) .... Rubeczky
- Megszállottak (1962) .... Bene László, vízmérnök
- Isten őszi csillaga (1962) .... Oltványi
- Kertes házak utcája (1962) .... Máté József
- Elveszett paradicsom (1962) .... Sebők Zoltán
- Az aranyfej (1963)
- Vízivárosi nyár (tévésorozat) (1964) .... Noll
- Rab Ráby (1964) .... Francia ezredes
- A tizedes meg a többiek (1965) .... Szíjjártó István

## Szinkronszerepei
- Hófehérke és a hét törpe (Snow White and the Seven Dwarfs) [1937] .... Varázstükör és Mesélő (Moroni Olsen)
- Bel Ami (Bel ami) [1939] .... George Duroy / Bel Ami (Willi Forst)
- Bambi (Bambi) [1942] .... Bambi papája, a Fejedelem
- Eszményi férj (An Ideal Husband) [1947] .... Sir Robert Chiltern (Hugh Williams)
- A féltékenység ára[9] (Quai des Orfèvres) [1947] .... Maurice Martineau (Bernard Blier)
- Macbeth (Macbeth) [1948] .... Banquo (Edgar Barrier)
- A szélhámos halála (Le dessous des cartes) [1948] .... Nansen felügyelő (Paul Meurisse)
- Lúdas Matyi [1949] .... Bevezető hang
- A silai legenda (Il lupo della Sila) [1949]
- Felsőbb osztályba léphet (The Browning Version) [1951] .... Andrew Crocker-Harris (Michael Redgrave)
- Az aranyhintó (Le carrosse d'or) [1952] .... Az alkirály (Duncan Lamont)
- Éjszakai kísértet (Das Nachtgespenst) [1953]
- Mulató a Montmartre-on (French Cancan) [1954]
- A tengerpart (La spiaggia) [1954] .... Silvio, a pontornói polgármester (Raf Vallone)
- Váratlan vendég (An Inspector Calls) [1954]
- Halhatatlan garnizon (Besszmertnij garnizon) [1956] .... Kondratyev (Vlagyimir Jemeljanov)
- A negyvenegyedik (Szorok pervij) [1956]
- A benderathi eset (Zwischenfall in Benderath) [1956]
- Ők voltak az elsők (Onyi bili pervimi) [1956]
- Csendes Don (Tyihij Don) [1957] .... Stockman (Villian Satunovszkij)
- Fekete szem éjszakája (La belle et le tzigane) [1957] .... Louis de Vintheuil herceg (Jacques Dacqmine)
- A feleség (Nepovtorimaja veszna) [1957]
- Múló évek (Dom, v kotorom ja zsivu) [1957] .... Dimitrij Kaszirin (Mihail Uljanov)
- Svejk, a derék katona (Dobrý voják Švejk) [1957] .... Katz, tábori lelkész (Miloš Kopecký)
- A vád tanúja (Witness for the Prosecution) [1957] .... Mayhew (Henry Daniell)
- Szent Péter esernyője (film, 1958) .... Wibra Gyuri (Karol Machata)
- Emilia Galotti (Emilia Galotti) [1958]
- Emlékezetes éjszaka[10] (A Night to Remember) [1958] .... J. Bruce Ismay elnök (Frank Lawton)
- Golgota-trilógia 1.: Nővérek (Szesztri) [1958] .... Besszonov (Vladlen Davidov)
- A gyémánt áldozatai (The Man Inside) [1958] .... Sam Carter (Nigel Patrick)
- A nagy családok (Les grandes familles) [1958] .... Simon Lachaume (Bernard Blier)
- Távoli partokon (Uzaq sahillərdə) [1958] .... Mehti (Nodar Sasik-ogli)
- Hárman jöttek az erdőből (Troje visli iz lesza) [1958] .... Pavel Sztroganov (Mihail Pogorzselszkij)
- Kettőnk titka (Premier mai) [1958] .... Jean Meunier (Yves Montand)
- Kigyúlnak a fények (Gorod zazsigajet ognyi) [1958] .... Alekszej Bojkov (Jurij Ljubimov)
- Ballada a katonáról (Ballada o szoldatye) [1959] .... Narrátor (Jurij Jakovlev)
- A béke első napja (Pervij gyeny mira) [1959] .... Ezredes (Harry Duntz)
- A bíró (Il Magistrato) [1959] .... Andrea Morandi (José Suárez)
- Az el nem küldött levél (Nyeotpravlennoje piszmo) [1959] .... Szabinyin (Innokentyij Szmoktunovszkij)
- Kezedben az élet (V tvoih rukah zsizny) [1959] .... Pavel Sztyepanovics (Joszif Kutyanszkij)
- Rózsák az államügyésznek (Rosen für den Staatsanwalt) [1959] .... Főállamügyész (Wolfgang Preiss)
- Szomjúság (Zsazsda) [1959] .... Nyikityin ezredes (Nyikolaj Tyimofejev)
- Vihar a repülőgépen (Jet Storm) [1959]
- Marie-Octobre (Marie-Octobre) [1959] .... Francois Renaud-Picart (Paul Meurisse)
- A megjavultban bízni kell (Iszpravlennomu verity) [1959] .... Brajcev (Georgij Zszsjonov)
- Egy katona meg egy fél (Un militare e mezzo) [1960] .... Roy Harrison hadnagy (Robert Alda)
- A férfi és az asszonyok (L'homme à femmes) [1960] .... Georges Gauthier (Mel Ferrer)
- Ferrara hosszú éjszakája (La lunga notte del '43) [1960] .... Franco Villani (Gabriele Ferzetti)
- A kalandor (Les arrivistes) [1960] .... Max Gillet (Harry Riebauer)
- Normandia-Nyeman (Normandie – Niémen) [1960] .... Komarov tábornok (Vitalij Doronyin)
- Az ötödik ügyosztály (Páté oddelení) [1960]
- Seiler utca 8. (Seilergasse 8) [1960] .... Herbert Zallner (Rudolf Ulrich)
- Feltámadás (Voszkreszenyije) [1960] .... Mesélő (Alekszej Konszovszkij)
- Sorsok állomása (Tyisina) [1960] .... Szafonov, történelemtanár (Alekszandr Karpov)
- Házastársam, a detektív (Immer Arger mit dem Bett) [1961] .... Peter Schulze (Günter Pfitzmann)
- Malachiás csodája (Das Wunder des Malachias) [1961] .... Rudolf Reuschel (Günter Pfitzmann)
- Szabálytalan bűntény (The Man at the Carlton Tower) [1961] .... Tim Jordan (Lee Montague)
- Tavaszi vihar (Jarní povetrí) [1961] .... Karel Stibor, apa (Karel Höger)
- A Vénusz urai (Masters of Venus) [1962] .... Imos (Arnold Diamond)
- Az önzetlen nyomozó (The Share Out) [1962] .... Calderwood ezredes (Alexander Knox)
- Az állhatatos feleség (Finden sie, daß Constanze sich richtig verhält?) [1962] .... Dr. Fred Calonder (Peter van Eyck)
- Blackpool (Blackpool - Kurs Südwest) [1962] .... Wegener (Peter Herden)
- Az őslakos (Sztarozsil) [1962]
- Minden az embereké marad (Vszjo osztajotszja ljugyam) [1963] .... Szerafim Nyikolajevics, a pap (Andrej Popov)
- Tizian-akció (Operacija Ticijan) [1963] .... Miha (Rade Marković)
- Csend (Tyisina) [1964] .... Pavel Matvejevics Szviridov, a pártiroda titkára (Vszevolod Szafonov)
- Élők és holtak (Zsivje i mjortvije) [1964] .... Beszélő
- Lövés a ködben (Visztrel v tumanye) [1964] .... Jevdokimov (Vlagyimir Krasznopolszkij)
- Az aranyfej (The Golden Head) [1964] .... Stevenson nyomozó (Douglas Wilmer)
- Megszakított repülés (Przerwany lot) [1964] .... Mironov (Alekszandr Beljavszkij)[11])
- A mi világunk vége (Koniec naszego świata) [1964] .... Adam (Tadeusz Hołuj)
- Nyomok az óceánban (Sled v okeane) [1964] .... Nyikonov (Daniil Netrebin)
- Háború és béke I. - Andrej Bolkonszkij (Vojna i mir I: Andrej Bolkonszkij) [1965] .... Beszélő
- Az ember és a háború: Azok ott szemben (Ceux d'en face) [1965] .... Beszélő
- Szökésben (Vertye mnye, ljugyi) [1965] .... Anohin ezredes (Vlagyimir Szamojlov)
- Utód (Der Nachfolger) [1965] .... Frank Seeburg (Stanisław Zaczyk)
- A fáraó (Faraon) [1966] .... Herihor (Piotr Pawłowski)
- Az Orion űrhajó fantasztikus kalandjai[12] - 3. rész - A törvény őrei (Hüter des Gesetzes) [1966] .... Richard Hall (Herwig Walter)
- Én, én, én és a többiek (Io, io, io.... e gli altri) [1966] .... Peppino Moratti (Marcello Mastroianni)
- Háború és béke 2. - Natasa Rosztova (Vojna i mir II: Natasa Rosztova) [1966] .... Beszélő
- Halál a függöny mögött (Smrt za oponou) [1966] .... Marecek (Jaroslav Satoranský)
- Egy erkölcstelen férfi (L'immorale) [1967] .... Don Michele (Gigi Ballista)
- Háború és béke 3. - 1812 (Vojna i mir III: 1812 god) [1967] .... Beszélő
- Háború és béke 4. - Pierre Bezuhov (Vojna i mir IV: Pierre Bezuhov) [1967] ....  Beszélő
- A leghosszabb éjszaka (Naj-dalgata nost) [1967]
- Megfagyott villámok (Die gefrorenen Blitze) [1967]
- Szabálytalan játék (Hra bez pravidel) [1967] .... Malek (Svatopluk Matyás)
- Galileo Galilei [1968]

## Hang és kép
A legszebb orgánumú magyar színészek egyike. A Magyar Rádió számos vers és hangjáték felvételét őrzi.
- Shaw, George Bernard: Szerelmi házasság (1953)
- Szabó Magda: A hallei kirurgus (1963)
- A „YouTube”-on A tizedes meg a többiek

## Díjai, elismerései
- Jászai Mari-díj (1958)
- Érdemes művész (1965)
- Kazinczy-díj (1968)